# Dolga Brda
Dolga Brda so naselje v Občini Prevalje.